# آرمینه گریگوریان (خواننده)
آرمینه گریگوریان (ارمنی: Արմինե Գրիգորյան؛ انگلیسی: Armine Grigoryan؛ ۵ ژوئن ۱۹۶۸) یک خواننده و بازیگر اهل ارمنستان است. وی از سال میلادی فعالیت می‌کند.

## زندگی‌نامه
وی در ۵ ژوئن ۱۹۶۸ در به دنیا آمد و از آکادمی دولتی هنرهای زیبای ارمنستان (۱۹۸۷) فارغ‌التحصیل شد. فرهنگستان دولتی تئاتر سوندوکیان، تئاتر کمدی موزیکال پارونیان و Դար 21 فعالیت کرده است.